# Hörður Ingi Gunnarsson
Hörður Ingi Gunnarsson (Reikiavik, 14 de agosto de 1998) es un futbolista islandés que juega en la demarcación de centrocampista para el Valur Reykjavík de la Úrvalsdeild Karla.

## Selección nacional
Tras jugar en la selección de fútbol sub-16 de Islandia, la sub-17, la sub-19 y en la sub-21, finalmente el 29 de mayo de 2021 hizo su debut con la selección absoluta en un encuentro amistoso contra México que finalizó con un resultado de 2-1 a favor del combinado mexicano tras un doblete de Hirving Lozano para México, y un autogol de Edson Álvarez para Islandia.

## Clubes
| Club              | País     | Año       | Partidos | Goles |
| ----------------- | -------- | --------- | -------- | ----- |
| FH Hafnarfjörður  | Islandia | 2014-2017 | 0        | 0     |
| Víkingur Ólafsvík | Islandia | 2017      | 8        | 0     |
| HK Kópavogur      | Islandia | 2017      | 10       | 0     |
| ÍA Akraness       | Islandia | 2018-2019 | 46       | 2     |
| FH Hafnarfjörður  | Islandia | 2020-2021 | 48       | 0     |
| Sogndal Fotball   | Noruega  | 2022-2023 | 26       | 2     |
| FH Hafnarfjörður  | Islandia | 2023-2024 | 9        | 1     |
| Valur Reykjavík   | Islandia | 2024-     | 24       | 0     |